# Cinémental
Cinémental est un festival de cinéma canadien, qui se déroule chaque année à Winnipeg, au Manitoba. L'événement, qui présente un programme annuel de films canadiens et internationaux en langue française pour la communauté franco-manitobaine, se déroule principalement au Centre culturel franco-manitobain dans le quartier Saint-Boniface de la ville, bien que certaines projections et certains événements aient parfois lieu dans d'autres lieux de la ville. Afin de s'assurer que les non-francophones sont également les bienvenus et peuvent y assister, le festival présente la majorité de ses films en version sous-titrée.
Lancé en 1991, l'événement est organisé en partie en collaboration avec la Tournée Québec Cinéma. En 2016, le festival a reçu un hommage spécial en l'honneur de son 25e anniversaire lors du festival Rendez-vous Québec Cinéma à Montréal.
Le festival 2020 s'est déroulé normalement malgré la pandémie de Covid-19 au Canada, bien que des restrictions de distanciation sociale aient été maintenues pour la sécurité du public. Plus tôt dans l'été, le festival a également collaboré avec le Conseil de développement économique des municipalités bilingues du Manitoba pour présenter Cinéma sous les étoiles, une série de projections de films en plein air à la cathédrale Saint-Boniface.